# 大島節

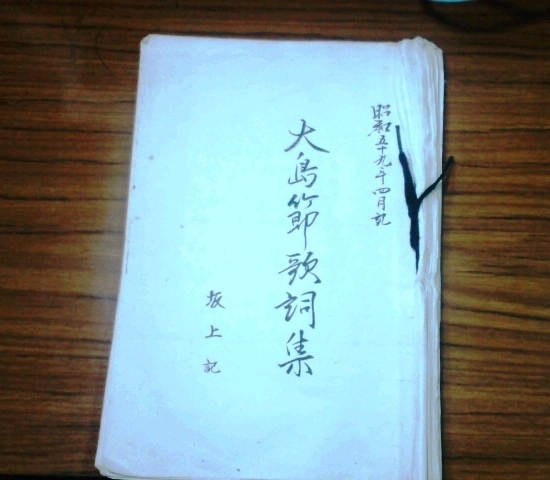
坂上豊吉編集　大島節歌詞集　表紙

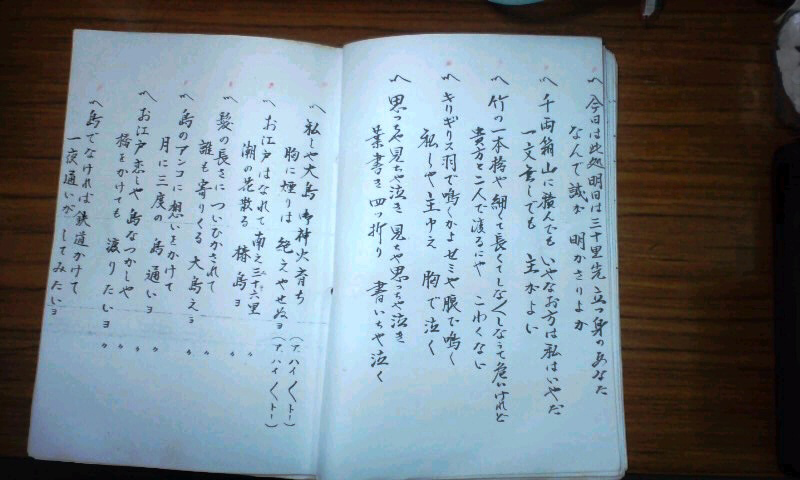
坂上豊吉編集　大島節歌詞集　本文

大島節（おおしまぶし）は、東京都・伊豆大島・大島町の民謡。

## 概要
大島節は、明治初期、伊豆大島の野増（のまし）村（現大島町）で、人々が茶もみの労作唄（うた）として歌い出した『野増節』が原型といわれる。この『野増節』に、横浜市あたりで歌われていた、お茶の火入れ再製作業の労作唄『お茶場節』が取り入れられ、現在の大島節のメロディの基となったといわれる。
1930年（昭和5年）-1931年（昭和6年）頃まで、大島節は手拍子だけで歌う形であった。経年を経て、観光客向けや料亭座敷向けに三味線の手や、あんこ娘の踊りが入るお座敷唄バージョンも完成されたが、大島地元の人達は、常に手拍子だけで歌っている。
大島節は、本来冠婚葬祭の席で、島人達が車座になり、その催事に適した即興詩を詠い回してゆく伝承民謡である。従い歌詞は不定形で無限。後出の大島町岡田在住、坂上豊吉（理髪店経営者で伊豆大島の伝承芸能・文化保存者）による地元古老への聞き書き「大島節歌詞集」を始め、記録され定形詞となってきた歌詞だけで100以上あるとされる。
東京都大島町野増の大宮松原には1974年（昭和49年）に建立された黒御影石の大島節歌碑がある。

## 唄と島民と衰退
- その昔、伊豆大島の暮らしは、活火山である三原山の噴火や大型台風、強い西風他厳しい自然環境に加え、火山灰地ゆえの食料難や水飢饉等が重なり生命の危険にさらされること数多、漁農労働の労苦とも相まって決して楽ではなかった。しかしながら、島人の営みがあれば、大漁や豊作や婚礼等、四季折々に楽しい催事や祝いごとも少なからずあった。祝い事の席となれば、儀式終了後の宴席で「大島節」が歌われた。人々は参集し、車座になり、次から次へと、昔からある歌詞や、その日の儀式に応じて即興で作詞して（婚礼であれば両家や、新郎新婦の名前を入れて）歌うのが常だった。「大島節」は、火の島に暮らす運命共同体・生活共同体の酒盛り唄であり民謡・郷土芸能であり心の潤滑油であった。

- 大島節の歌詞は、冠婚葬祭に合わせた即興の歌詞の他、定番として、郷土・自然・生活・気質・旅・恋・別れ等の歌詞が多く存在し、島の人々は、生活の発露として、意気地と愛着をもって大島節を歌い継いできた。中でも特に「恋の唄」と「別れの唄」が多いのは、南洋大島の大らかさと、情けの深さを象徴する特徴であろう。若い衆にとっては、「大島節」を歌うことが大人衆への仲間入り（酒席参加）とも言われ、背伸びしつつ好んで大島節を練習したという。

- 最近の大島人の生活は、冠婚葬祭・宴席での車座や、大島節や、手拍子や相の手の掛け合いが少なくなってしまった。海の上（漁業）や畑の中（農業）で共に生きてきた島人達であるが、時代とともに職業分布と生活様式が近代化し、運命共同体・生活共同体の連帯意識が希薄になった。島の男たちの、ごつい手の平による手拍子の響きも、手拍子を打つ時の一種独特の手の平のひねりも、昨今、見聞きされることは稀になった。ほとんどの家庭にカラオケがある為、祝の席でも、勢いカラオケ大会となるケースが多く、大島節で盛り上がることが少なくなった。大島のあらゆる宴席で、連綿と歌い継がれてきた「大島節」であるが、現在は、島人の生活の場から急速に失われつつある。

## 歌い出し
大島節に限らず、大島の民謡の歌い出しは、「あのこ（娘）が出したら、みな（皆）つけろ」と、歌い出すのが定番である。「あのこ（娘）」が「あんこ（娘）」の場合もある。

## 歌い回し 相の手
ア　ハーイハイトー　アアーア　アーアア　アア　私しゃ大島ァ　御神火（ごじんか）育ちヨ（ナ）　ア　ハーイハイトー
胸に煙はナ（ヨ）　絶えやせぬヨ（ナ）　ア　ハーイハイトー
- 「ア　ハーイハイトー」と、歌うことを促す「手拍子とはやし」があって、手拍子に合わせて大島節は歌われる。手拍子は小節の1拍目に必ずはいる。「ア　ハーイハイトー」の「はやし」は、中間部においても入る。又、1番から2番に移る時、2番から3番に移る時も必ず入る。手拍子を打つと、次の手拍子までの間は両手を2～3回程こすり、もみ手のようにして「間」をとる。この「もみ手」の動作が、「茶もみ唄の名残り」の動作と定義する説があるが、充分な検証はされていない。歌詞の2節・3節・4節の尻に「ヨ」または「ナ」を接続し、語間を引き伸ばしつ唄うのが、大島節の標準的歌唱法である。「ヨ」と「ナ」の挿入が唄い手により全く逆のケースがあるが、どちらが正式ということはないようである[6]。

## 伝承歌詞
出典 「大島節歌詞集」昭和59年4月改訂版 大島町岡田 坂上豊吉による地元古老聞き書き書より121詞を抜粋。（上述写真参照。坂上豊吉は、伊豆大島の伝承芸能文化保存者）
※歌詞中の「御神火（ごじんか）」は畏敬を込めた三原山噴火口の呼び名、また、「主」は「ぬし」または「にし」と発音し、伊豆大島の方言で「あなた」の意（岡田地区では「我」「われ」と言う）。
- 001　私しゃ大島　御神火育ち（ヨ）　胸に煙は（ナ）　絶えやせぬ（ヨ）[6]
- 002　つつじ椿は　御山（みやま）を照らす　殿の御船（みふね）は　灘照らす[6]
- 003　男伊達なら　茅ヶ崎沖の　潮の早いを　止めてみろ
- 004　潮の早いは　止めよで止まる　止めて止まらぬ　色の道
- 005　乳ヶ崎沖まじゃ　見送りましょが　それから先は　神だのみ
- 006　私しゃ大島　荒浜育ち　色の黒いは　親譲り
- 007　私しゃ大島　荒浜育ち　浪も荒いが　気も荒い
- 008　うつつ心で　柱にもたれて　起きていながら　主（ぬし）の夢[6]
- 009　夢はよいもの　逢わせてくれる　夢でなければ　逢えやせぬ
- 010　胸に千把（せんば）の　茅（かや）焚くとても　煙出さなきゃ　主ゃ知らぬ
- 011　私しゃ大島　一重の桜　八重に咲く気は　さらにない
- 012　今日のうれしさ　障子に書いて　開け閉（た）てするたび　思い出す
- 013　相模灘をば　両手で拝む　可愛い旦那ツ子の　乗るうちは
- 014　杉の若萌　みたよな殿御　人にとられて　なるものか
- 015　私の人（男）でも　ないのだけれど　誰かの人（男）にも　したくない
- 016　強い　お強い　為朝様も　島のあん娘（こ）にゃ　負けたもの
- 017　別れつらくも　帆を巻く朝は　涙流すな　波が立つ
- 018　いやなお方の　親切よりも　好いたお方の　無理がよい
- 019　客は千来る　万来る中で　私の待つ人　ただひとり
- 020　名こそ差さねど　あの町にひとり　命かけたい　主（にし）がいる
- 021　沖を通るは　ありゃどれ丸だ　外じゃあるまい　主（ぬし）の船
- 022　さくら丸には　用事はないが　乗ってる旦那っ子に　用がある
- 023　千両箱をば　山に積んでも　いやなお方は　私しゃいやだ　はだかはだしで一文無しでも　主（ぬし）が良い
- 024　竹の一本橋ゃ　細くて長くて　しなしな　しのうて（しなって）危ないけど　私とあなたと二人で渡るにゃ　怖かない[6]
- 025　お江戸離れて　南え三十六里（みそろくり）　潮の花散る　椿島
- 026　お江戸恋しや　島なつかしや　橋をかけても　渡りたい
- 027　来てはとんとん　雨戸をたたく　心迷わす　西の風
- 028　九尺二間の　雨戸一枚と　私の心　あちら閉（た）てれば　こちらが立たない　こちら閉てれば　あちらが立たない　両方閉てれば　身が立たぬ
- 029　男心と　茶釜の水は　沸くも早いが　冷めやすい
- 030　お月さま　たったひと言教えておくれ　主（ぬし）の夕べの　居どころを
- 031　野増村から　来い（恋）との手紙　行かじゃなるまい　ひと先ずは
- 032　岡田みなとで　ドンと打つ浪は　可愛い旦那ッ子の　度胸だめし
- 033　西も東も　南もいらぬ　わたしゃあなたの　北（来た）がよい
- 034　「北も南も　東もいらぬ　わたしゃやっぱり　西（主＝にし）がよい」
- 035　なくて七癖　わたしのクセは　逢えば帰すが　イヤなクセ
- 036　好きで通えば　千里も一里　いやで通えば　一里も千里
- 037　アワイ大浜　登りがなけりゃ　野増通いも　苦にゃならぬ
- 038　アンコ出て見ろ　三原の煙り　いやなお方にゃ　なびきゃせぬ
- 039　波浮と差木地じゃ　一里のちがい　主（ぬし）と私は　三つ違い
- 040　ほれた「ほ」の字は　どう書きなさる　まよった「ま」の字に　ヘン（偏）がつく
- 041　逢えばさほどの　話しはないが　逢わなきゃ話しは　富士の山
- 042　逢った嬉しさ　別れのつらさ　逢って別れが　なけりゃあよい
- 043　ガタガタ落としの　つるべでさえも　水に合わなきゃ　返りゃせぬ
- 044　恋のつるべが　返らぬゆえに　あなたの心が　汲みにくい
- 045　私の心が　竹なら木なら　割って見せたい　四つ割りに
- 046　小石（恋し）九つ　重石（想いし）一つ　ままにならぬは　主（ぬし）ひとり
- 047　遠く離れて　逢いたい時は　月が鏡に　なればよい
- 048　来てはくれるな　ない名が立つに　来なきゃある名も　立ちゃせぬ
- 049　末の取り膳　たのしむよりも　当座抱き寝が　してみたい
- 050　三原下ろしの　雪風よりも　主のひと言が　身にしみる
- 051　返事しかねて　いろりの灰に　火箸で判らぬ　文字を書く
- 052　手紙千本　やりとりよりも　逢ってひと言　話したい
- 053　遠く離れりゃ　手紙が便り（頼り）　どこの配達も　目にとまる
- 054　思い出すよじゃ　惚れよが薄い　思い出さずに　忘れずに
- 055　思い出させて　泣かせておいて　どこにそれたか　今朝の風
- 056　思い出さでは　泣き暮らさでは　いやで別れた　仲じゃない
- 057　思い出しては　写真を眺め　なぜに写真は　もの言わぬ
- 058　添われないから　来るなと言うても　来れば泣いたり　泣かせたり
- 059　親もよく聞け　さて叔父叔母も　いやな方とは　添われない
- 060　恋の病いを　親達ゃ知らず　いやな薬を　飲め飲めと
- 061　東京育ちの　学生よりも　山で炭焼く　主（にし）がよい
- 062　船長さまより　機関長よりも　炊事（カシキ）あがりの　主（ぬし）がよい
- 063　親がくれなきゃ　逃げよじゃないか　逃げて添うのも　粋なもの
- 064　連れてゆくから　髪結いなおせ　世間島田で　渡られぬ
- 065　連れて逃げれば　戸籍がもめる　死ねば新聞　笑い草
- 066　思っちゃ見ちゃ泣き　見ちゃ思っちゃ泣き　葉書き四つ折り　書いちゃ泣き
- 067　キリギリス羽根で鳴くかよ　セミや腹で鳴く　わたしゃ主（にし）ゆえ　胸で泣く
- 068　島のアンコに　想いをかけて　月に三度の　島通い
- 069　髪の長さに　つい魅かされて　誰も寄り来る　大島え
- 070　島でなければ　鉄道架けて　一夜通いが　してみたい
- 071　波浮の港は　巾着みなと　惜しいことには　ひもがない
- 072　島と名がつきゃ　どの島も可愛い　分けて利島（年増）は　なお可愛い
- 073　お酒飲む人　しんから可愛い　飲んでくだ巻きゃ　なお可愛い
- 074　三原御神火　名所のひとつ　野増村では　竜の口
- 075　明日はお立ちか　お名残惜しや　せめて波風　おだやかに
- 076　明日はお立ちか　お名残惜しや　西の十日も　吹けばよいに
- 077　沖の荒波　風ゆえもめる　わたしゃ主ゆえ　気がもめる
- 078　船がかすむと　磯から言えば　磯がかすむと　船で言う
- 079　義理に迫れば　ウグイスさえも　梅を離れて　ヤブで啼く
- 080　浮気ウグイス　梅をば捨てて　隣り屋敷の　ヤブで鳴く
- 081　金のなる木を　庭木に植えて　可愛いあの子に　ゆずりたい
- 082　松になりたや　乳ヶ崎松に　出船入船を　見て暮らす
- 083　松になりたや　岡田の松に　枯れて落ちても　二人連れ
- 084　松という字は　木ヘンに公（きみ）だ　君（公）に気（木）がなきゃ　待つ（松）じゃない
- 085　沖のかもめが　もの言うならば　便り聞いたり　聞かせたり
- 086　椿花散りゃ　桜が笑う　次はつつじが　気を燃やす
- 087　島のアンコと　椿の花は　そっとしておけ　手にとるな
- 088　山の椿は　真っ赤に燃えて　主の情けを　待つばかり
- 089　去年の今夜は　知らないお人　今年の今夜は　家の人
- 090　きょうは嬉しや　皆さんと一座　明日もこの手で　願います
- 091　きょうは嬉しや　皆さんと一緒　明日はどなたと　語るやら
- 092　飲んでおくれよ　騒いでおくれ　きょうは我が家の　身の祝い
- 093　目出度めでたの　若松さまよ　枝も栄えて　葉も茂る
- 094　ここのお家は　目出度いお家　鶴と亀とが　舞い遊ぶ
- 095　ここのお屋根に　ウグイスとめて　繁盛繁盛と　鳴かせたい
- 096　ここの座敷は　六畳め八畳　九畳（苦情）がないので　来ておくれよ
- 097　丸い卵も　切りよで四角　ものも言いよで　角が立つ
- 098　「殻も白身も　オヘソもいらぬ　私しゃやっぱり　黄身（君）がよい」
- 099　唄を願います　○○ さんとやらに　お気に召さずと　是非ひとつ
- 100　唄え十七　唄わず置いて　後で悔やむな　年老いて
- 101　唄いなされよ　お唄いなされ　唄で器量は　下がりゃせぬ
- 102　唄え唄えと　攻めたてられて　唄は出ないで　汗が出る
- 103　主は百まで　わしゃ九十九まで　ともに白髪の　生えるまで
- 104　七転び八起きの浮世に　心配するな　牡丹もコモ着て　冬ごもる
- 105　お酒飲む人　花ならつぼみ　今日も咲け咲け　明日も酒
- 106　私しゃ大島　雨水育ち　胸にぼうふらは　絶えやせぬ
- 107　置いてゆくだな　つぼみの私　後で咲くとも　主（にし）や知らぬ
- 108　花の大島　岡田の港　椿咲くぞえ　実も結ぶ
- 109　年は寄り来る　山道や茂る　人の情けも　薄くなる
- 110　沖にちらちら　航海ランプ　主（ぬし）もいるずら　あの船に
- 111　色で迷わす　西瓜でさえも　中にゃ黒（苦労）の　タネがある
- 112　月を眺めて　ほろりと涙　あの星あたりが　主（ぬし）の空よ
- 113　月が出たなら　私と思え　私しゃ主（ぬし）だと　手で拝む
- 114　沖を流れる　炭スゴさえも　鳥に一夜の　宿を貸す
- 115　今年ゃこれきり　また来年も　都合つけては　逢いにくる
- 116　心意気さえ　届いていれば　逢うにゃ五年に　一度でも
- 117　苦労する身は　細書きに　いのちゃお前に　かけすずり
- 118　行って来いやい　四合の山に　せめて十日も　いたらこい
- 119　先の出ようで　鬼とも蛇とも　なるよ神とも　仏とも
- 120　私ゃローソク　芯から燃える　あなたランプで　口ばかり
- 121　主（ぬし）を待つ待つ　月日を忘れ　うぐいす鳴くから　春じゃやら

## 唄い手
大島町元村生まれの大島里喜（おおしま りき）は、大島節を始め、あんこ節他、大島民謡界きっての唄い手である。
本名：大久保里喜、1909年（明治42年）生まれ。16歳の時、島唄の神様と言われた「柳瀬シズ」（女性）に大島民謡を勧められ、本格的に唄を習い始めたという。里喜によれば、この柳瀬シズが「本当の正式な大島節を始めた人」である。1937年（昭和12年）、里喜が28歳の時、初めてNHKラジオでその歌声が日本全国に放送された。以来、大島里喜は、名実ともに大島民謡の第一人者となり、「大島節」や「あんこ節」が代表曲とされた。
1948年（昭和23年）、NHKが東京と伊豆大島と伊豆との三元放送を行なった時に、大島町の民謡として、大島里喜の「大島節」を紹介した。その際アナウンサーが「大島のお里喜さんです」と紹介したため、以降「大島里喜」が通り名となった。芸名「大島里喜」の由来である。それまでは、本名の「大久保里喜」で活動していた。

## 大島出身の著名人と大島節
宮川哲夫
大島町波浮港出身の作詞家、宮川哲夫は1974年（昭和49年）に52歳で亡くなったが、1976年（昭和51年）に出版された遺稿で「大島節」のオリジナル作詞を残していたことが記録されている。以下の7詞であるが、4つは出身地である波浮港を詞ったものである。
- 三原山かよ　椿の花か　いいや大島　波浮港よ
- お寄りなされよ　港へ波浮へ　波浮は女子（おなご）と　奥の山
- 三原颪（おろし）か　吹く潮風か　誰が咲かせた　島つばき
- 小池小池と　莫迦にはするな　波浮の港は　黄金海
- 波浮の港を　小池たぁ野暮よ　小池どころか　鍋の底
- 色が黒いと　言ふのは無理な　私ァ大島　浜育ち
- 黒い髪の毛ァ　丈より長い　惚れたあの娘は　島育ち

中出那智子
大島町波浮港出身の西洋画家、中出那智子は2006年（平成18年）の大島町・藤井工房での個展「ふるさとを描く - 中出那智子油絵展」における「画家からのメッセージ」で、「大島節」について以下のように述懐している。
画家からのメッセージ・・・私は画業生活のなかで、自分を見失いそうになった時には、「大島節」を歌ったり、踊ったりして、かろうじてバランスをとってきた。それは遠い外国（南米ブラジル・サンパウロ）だったり、北陸の雪の中（石川県・加賀市）であったりした。私はいつも、ふるさと伊豆大島の息吹きを、この胸に感じながら絵筆を握ってきた。
つげ義春
大島町元町出身（0歳～4歳まで在住）の漫画家、つげ義春は1987年3月発表の作品「海へ」の中で、主人公が、家族5人（つげ一家）が幸せに暮らした伊豆大島時代を懐かしむシーンで、母親があんこ娘姿で、大島全景や白煙上がる三原山、椿の花等を背景に「大島節」を唄い、踊るカットを、6カット登場させている。（歌詞は、わたしや大島　御神火育ちよ　胸に煙はよ　たえやせぬ　と表記）
石川好
大島町波浮港出身の作家、石川好は1989年に小説「ストロベリー・ロード」の中で、兄や日本人らと、カリフォルニアのイチゴ農園や出掛けた先々で、三原山や波浮港、クサヤ（室鯵の干物）や「大島節」等、出身地伊豆大島に関わる会話や単語が随所に出てくる。

## 山平和彦版大島節
1972年の山平和彦のアルバムデビュー作『放送禁止歌』に大島節が収録されたが、歌詞が猥雑だとして同年に表題作ともども要注意歌謡曲指定制度において放送禁止となるAランク指定を受けた。制度が効力を失う1988年まで指定を受け続けたが、森達也は『時には娼婦のように』や『後ろから前から』などの方が扇情的だがそれらの多くは指定から外れて時代とともに緩和されてきた制度だが同曲が相変わらずだったことに疑問を呈し、2000年前後にはそれを聞いても答えられる人は制度の主体である日本民間放送連盟にはもういないと返答されているが、それぞれの楽曲を審議する人間が思考停止に陥っていたのではないかと考え、何かのはずみで残り続け担当者の引き継ぎが行われても考察をせずそのまま申し送りすることが繰り返された可能性を指摘している。